# Jan Sandelin
Jan (eller Johan) Sandelin, född 8 november 1749 (g.s.) i Nyeds socken, död 28 november 1824 (n.s.) på Öjervik, var en svensk lagman och brukspatron.

## Biografi
Sandelin var son till häradshövding Ture Sandelin (1701–1780) och dennes maka Brita Maria Linnartsson (1712–1783). Han växte upp på gården Kärna i Nyeds socken. Han gifte sig den 12 juni 1777 med Christina Gustava Hellenia (1759–1842) och fick med henne 12 barn. Sandelin blev i vuxen ålder brukspatron på Öjervik, Stöpafors, Letafors och Skäggeberg.
Sandelin blev auskultant i Svea hovrätt 1771, extra kanslist vid den division inom hovrätten, som skulle undersöka om begångna olagligheter vid riksdagsmannavalen till riksdagen 1771, befordrades till kriminalprotokollet samma år, blev kanslist i riksens ständers justitiedeputation 1772, konstituerad kanslist i hovrätten samma år, vice notarius 1773 och kanslist 1774. Han blev häradshövding i Mellansysslets domsaga i Värmland efter fadern 1775 och erhöll lagmans karaktär 1788.

### Hustruns arv
Sandelins hustru fick runt år 1810 ärva hela fem bruk med smedjor och manufakturer samt stora skogar efter en av Värmlands då rikaste ungkarlar Bengt Reinhold Antonsson. Sandelin blev uppenbarligen mycket upprörd över detta och spärrade in hustrun för påstått äktenskapsbrott i ett av bostadens rum. Där fick hon mer eller mindre sitta till Sandelins död 1824. Därefter tog hon över alla bruk och gårdar och styrde dem med fast hand till sin egen död 1842.

## Kulturell påverkan
Sandelin blev förebild för Selma Lagerlöfs karaktär majoren i Gösta Berlings saga.